# Pomacentridae
I Pomacentridi (Pomacentridae) sono una famiglia di oltre 300 specie di pesci ossei marini dell'ordine Perciformes, conosciuti come pesci damigella o castagnole.

## Etimologia
Il nome scientifico deriva dal greco (Poma -opercolo e centron -spina) e descrive appunto l'opercolo branchiale munito di spina che caratterizza questa famiglia.

## Distribuzione e habitat
Sono diffusi in tutti i mari tropicali e subtropicali, fino alle acque temperate calde. Nel Mediterraneo sono presenti con una sola specie, la castagnola Chromis chromis.
I Pomacentridi sono quasi tutti marini, con poche specie che popolano le acque salmastre. Sono strettamente litorali. Sono tra i più tipici abitatori delle barriere coralline, dove sono sempre numerosi come numero di individui e come varietà di specie. Gli Amphiprioninae sono noti per la loro associazione con anemoni di mare al cui veleno sono immuni.

## Descrizione
I Pomacentridi hanno in genere corpo alto e compresso lateralmente, talvolta di forma quasi discoidale. La testa è piccola, la bocca solitamente minuta. I denti sono piccolissimi, caniniformi o incisiviformi; denti sono distribuiti anche nella faringe. La linea laterale è incompleta e termina all'altezza della fine della pinna dorsale, sono tuttavia presenti dei pori sensoriali sul peduncolo caudale. È presente una sola narice su ogni lato della testa. Sull'opercolo branchiale sono spesso presenti spine e dentellature importanti per la determinazione dei generi. Scaglie abbastanza grandi. La pinna dorsale è unica e nella parte anteriore è composta di raggi spiniformi robusti. La pinna anale ha 2 (raramente 3) raggi spinosi. La pinna caudale è spesso biloba ma talvolta arrotondata (es. in Amphiprion).
I colori sono spesso vivaci e variabili sia in base ai luoghi di provenienza che alla fase vitale.
Sono pesci di piccole dimensioni, la lunghezza massima è di circa 35 cm.

## Biologia
Alcune specie sono estremamente aggressive e territoriali.

### Riproduzione
Le uova vengono deposte sul fondo e vengono sorvegliate dal maschio.

### Alimentazione
L'alimentazione è varia e comprende specie erbivore come molti Abudefduf, Plectroglyphidodon e Stegastes, onnivore come Chrysiptera e Pomacentrus e planctofaghe come Chromis, Dascyllus e molti altri.

## Classificazione
| Sottofamiglia  | Generi |
| -------------- | --- |
| Amphiprioninae | Amphiprion, Premnas |
| Chrominae      | Acanthochromis, Altrichthys, Chromis, Azurina, Dascyllus |
| Lepidozyginae  | Lepidozygus |
| Pomacentrinae  | Abudefduf, Amblyglyphidodon, Amblypomacentrus, Cheiloprion, Chrysiptera, Dischistodus, Hemiglyphidodon, Hypsypops, Mecaenichthys, Microspathodon, Neoglyphidodon, Neopomacentrus, Nexilosus, Parma, Plectroglyphidodon, Pomacentrus, Pomachromis, Pristotis, Similiparma, Stegastes, Teixeirichthys |

## Acquariofilia
Sono tra i pesci marini tropicali più facili da allevare e riprodurre negli acquari domestici, l'unico problema è la fortissima territorialità di molte specie.